# All England 1985
Die All England 1985 im Badminton fanden vom 20. bis zum 24. März 1985 in London statt. Vom 18. bis zum 19. März fand in Watford eine Qualifikation für das Hauptturnier statt. Es war die 75. Auflage dieser Veranstaltung. Das Preisgeld betrug 26.000 US-Dollar.

## Austragungsort
- Wembley Arena

## Sieger
| Herreneinzel | Dameneinzel | Herrendoppel               | Damendoppel           | Mixed                      |
| ------------ | ----------- | -------------------------- | --------------------- | -------------------------- |
| Zhao Jianhua | Han Aiping  | Kim Moon-soo Park Joo-bong | Han Aiping Li Lingwei | Billy Gilliland Nora Perry |

## Herreneinzel

### Setzliste
1. Morten Frost
2. Zhao Jianhua
3. Liem Swie King
4. Han Jian
5. Ib Frederiksen
6. Yang Yang
7. Steve Baddeley
8. Prakash Padukone

### 1. Runde
- Morten Frost –  Nick Yates: 15-8 / 15-2
- Vimal Kumar –  Lex Coene: 15-6 / 15-7
- Ong Beng Teong –  Jesper Knudsen: 15-13 / 15-11
- Mike Butler –  Chris Rees: 15-10 / 15-7
- Prakash Padukone –  Claus Thomsen: 15-14 / 15-11
- Xiong Guobao –  Tetsuaki Inoue: 15-6 / 15-4
- Gary Scott –  Choi Byung-hak: 10-15 / 18-16 / 15-9
- Icuk Sugiarto –  Jens Peter Nierhoff: w.o.
- Han Jian –  Hermawan Susanto: 15-2 / 15-2
- Joe Ford –  Kinji Zeniya: 15-7 / 15-7
- Darren Hall –  Foo Kok Keong: 16-17 / 15-8 / 15-7
- Sze Yu –  Poul-Erik Høyer Larsen: 15-9 / 15-12
- Kwak Chan-ho –  Lius Pongoh: 15-10 / 15-6
- Chang Wen-sung –  Philip Sutton: 15-5 / 15-9
- Ib Frederiksen –  Sakrapee Thongsari: 15-11 / 15-11
- Morten Svarrer –  Andy Goode: 15-5 / 14-17 / 15-9
- Michael Kjeldsen –  Dipak Tailor: 15-5 / 15-10
- Göran Carlsson –  Kim Brodersen: 15-3 / 15-11
- Hiroyuki Hasegawa –  Glen Milton: 17-14 / 15-5
- Liem Swie King –  Kim Levin: 15-7 / 15-9
- Steve Butler –  Nils Skeby: 15-1 / 15-3
- Shokichi Miyamori –  Gan Rong-yih: 15-10 / 15-4
- Sung Han-kuk –  Sanat Misra: 15-5 / 18-13
- Yang Yang –  Gerry Asquith: 15-5 / 15-4
- Hiroshi Nishiyama –  Neil Long: 15-8 / 15-1
- Misbun Sidek –  Park Sung-bae: 15-8 / 18-14
- Jan-Eric Antonsson –  Kenneth Larsen: 12-15 / 15-9 / 18-13
- Steve Baddeley –  Hendry: 15-11 / 15-11
- Heryanto Arbi –  Syed Modi: 15-0 / 15-9
- Torben Carlsen –  Henrik Svarrer: 15-10 / 15-5
- Sompol Kukasemkij –  John Goss: 7-15 / 15-5 / 15-6
- Zhao Jianhua –  Kevin Jolly: 15-12 / 4-2 ret.

### Sektion 1
|  | 1. Runde | 1. Runde         | 1. Runde | 1. Runde | 1. Runde |  |  | Achtelfinale | Achtelfinale     | Achtelfinale | Achtelfinale | Achtelfinale |  |  | Viertelfinale    | Viertelfinale | Viertelfinale | Viertelfinale | Viertelfinale |  |  | Halbfinale | Halbfinale | Halbfinale | Halbfinale | Halbfinale |
|  |          |                  |          |          |          |  |  |              |                  |              |              |              |  |  |                  |               |               |               |               |  |  |            |            |            |            |            |
|  |          | Morten Frost     | 15       | 15       |          |  |  |              |                  |              |              |              |  |  |                  |               |               |               |               |  |  |            |            |            |            |            |
|  |          | Vimal Kumar      | 2        | 3        |          |  |  |              | Morten Frost     | 15           | 15           |              |  |  |                  |               |               |               |               |  |  |            |            |            |            |            |
|  |          | Ong Beng Teong   | 15       | 15       |          |  |  |              | Ong Beng Teong   | 6            | 6            |              |  |  |                  |               |               |               |               |  |  |            |            |            |            |            |
|  |          | Mike Butler      | 10       | 8        |          |  |  |              |                  |              |              |              |  |  | Morten Frost     | 15            | 15            |               |               |  |  |            |            |            |            |            |
|  |          | Prakash Padukone | 7        | 15       | 15       |  |  |              |                  |              |              |              |  |  | Prakash Padukone | 5             | 6             |               |               |  |  |            |            |            |            |            |
|  |          | Xiong Guobao     | 15       | 10       | 7        |  |  |              | Prakash Padukone | 15           | 15           |              |  |  |                  |               |               |               |               |  |  |            |            |            |            |            |
|  |          | Icuk Sugiarto    | 15       | 15       |          |  |  |              | Icuk Sugiarto    | 5            | 9            |              |  |  |                  |               |               |               |               |  |  |            |            |            |            |            |
|  |          | Gary Scott       | 0        | 9        |          |  |  |              |                  |              |              |              |  |  | Morten Frost     | 15            | 15            |               |               |  |  |            |            |            |            |            |
|  |          | Han Jian         | 15       | 15       |          |  |  |              |                  |              |              |              |  |  | Han Jian         | 5             | 10            |               |               |  |  |            |            |            |            |            |
|  |          | Joe Ford         | 13       | 0        |          |  |  |              | Han Jian         | 15           | 15           |              |  |  |                  |               |               |               |               |  |  |            |            |            |            |            |
|  |          | Darren Hall      | 15       | 8        | 15       |  |  |              | Darren Hall      | 7            | 2            |              |  |  |                  |               |               |               |               |  |  |            |            |            |            |            |
|  |          | Sze Yu           | 5        | 15       | 12       |  |  |              |                  |              |              |              |  |  | Han Jian         | 17            | 15            |               |               |  |  |            |            |            |            |            |
|  |          | Ib Frederiksen   | 15       | 15       |          |  |  |              |                  |              |              |              |  |  | Ib Frederiksen   | 12            | 5             |               |               |  |  |            |            |            |            |            |
|  |          | Morten Svarrer   | 7        | 9        |          |  |  |              | Ib Frederiksen   | 15           | 15           |              |  |  |                  |               |               |               |               |  |  |            |            |            |            |            |
|  |          | Chang Wen-sung   | 15       | 15       |          |  |  |              | Chang Wen-sung   | 3            | 10           |              |  |  |                  |               |               |               |               |  |  |            |            |            |            |            |
|  |          | Kwak Chan-ho     | 11       | 8        |          |  |  |              |                  |              |              |              |  |  |                  |               |               |               |               |  |  |            |            |            |            |            |

### Sektion 2
|  | 1. Runde | 1. Runde           | 1. Runde | 1. Runde | 1. Runde |  |  | Achtelfinale | Achtelfinale     | Achtelfinale | Achtelfinale | Achtelfinale |  |  | Viertelfinale  | Viertelfinale | Viertelfinale | Viertelfinale | Viertelfinale |  |  | Halbfinale | Halbfinale | Halbfinale | Halbfinale | Halbfinale |
|  |          |                    |          |          |          |  |  |              |                  |              |              |              |  |  |                |               |               |               |               |  |  |            |            |            |            |            |
|  |          | Zhao Jianhua       | 15       | 15       |          |  |  |              |                  |              |              |              |  |  |                |               |               |               |               |  |  |            |            |            |            |            |
|  |          | Sompol Kukasemkij  | 8        | 5        |          |  |  |              | Zhao Jianhua     | 15           | 4            | 15           |  |  |                |               |               |               |               |  |  |            |            |            |            |            |
|  |          | Hastomo Arbi       | 15       | 15       |          |  |  |              | Hastomo Arbi     | 7            | 15           | 6            |  |  |                |               |               |               |               |  |  |            |            |            |            |            |
|  |          | Torben Carlsen     | 10       | 3        |          |  |  |              |                  |              |              |              |  |  | Zhao Jianhua   | 15            | 15            |               |               |  |  |            |            |            |            |            |
|  |          | Steve Baddeley     | 15       | 15       |          |  |  |              |                  |              |              |              |  |  | Steve Baddeley | 10            | 5             |               |               |  |  |            |            |            |            |            |
|  |          | Jan-Eric Antonsson | 3        | 3        |          |  |  |              | Steve Baddeley   | 15           | 15           |              |  |  |                |               |               |               |               |  |  |            |            |            |            |            |
|  |          | Misbun Sidek       | 15       | 15       |          |  |  |              | Misbun Sidek     | 9            | 6            |              |  |  |                |               |               |               |               |  |  |            |            |            |            |            |
|  |          | Hiroshi Nishiyama  | 11       | 11       |          |  |  |              |                  |              |              |              |  |  | Zhao Jianhua   | 15            | 15            |               |               |  |  |            |            |            |            |            |
|  |          | Liem Swie King     | 15       | 15       |          |  |  |              |                  |              |              |              |  |  | Liem Swie King | 10            | 5             |               |               |  |  |            |            |            |            |            |
|  |          | Hiroyuki Hasegawa  | 6        | 0        |          |  |  |              | Liem Swie King   | 17           | 15           |              |  |  |                |               |               |               |               |  |  |            |            |            |            |            |
|  |          | Michael Kjeldsen   | 15       | 12       | 15       |  |  |              | Michael Kjeldsen | 16           | 13           |              |  |  |                |               |               |               |               |  |  |            |            |            |            |            |
|  |          | Göran Carlsson     | 8        | 15       | 10       |  |  |              |                  |              |              |              |  |  | Liem Swie King | 11            | 15            | 15            |               |  |  |            |            |            |            |            |
|  |          | Yang Yang          | 15       | 18       |          |  |  |              |                  |              |              |              |  |  | Yang Yang      | 15            | 11            | 3             |               |  |  |            |            |            |            |            |
|  |          | Sung Han-kuk       | 11       | 16       |          |  |  |              | Yang Yang        | 15           | 15           |              |  |  |                |               |               |               |               |  |  |            |            |            |            |            |
|  |          | Steve Butler       | 15       | 18       |          |  |  |              | Steve Butler     | 6            | 13           |              |  |  |                |               |               |               |               |  |  |            |            |            |            |            |
|  |          | Shōkichi Miyamori  | 8        | 15       |          |  |  |              |                  |              |              |              |  |  |                |               |               |               |               |  |  |            |            |            |            |            |

## Dameneinzel

### Setzliste
1. Li Lingwei
2. Han Aiping
3. Wu Jianqiu
4. Zheng Yuli
5. Kim Yun-ja
6. Helen Troke
7. Qian Ping
8. Kirsten Larsen

### 1. Runde
- Zheng Yuli –  Alison Fisher: 11-2 / 11-1
- Sara Sankey –  Gillian Martin: 11-6 / 11-3
- Fiona Elliott –  Caroline Gay: 11-4 / 11-3
- Sumiko Kitada –  Charlotte Hattens: 11-7 / 11-5
- Guan Weizhen –  Ivanna Lie: 9-12 / 11-8 / 11-6
- Gillian Clark –  Wendy Poulton: 11-8 / 11-6
- Kim Yun-ja –  Sandra Skillings: 11-0 / 11-0
- Maria Bengtsson –  M. Singh: 11-4 / 11-8
- Eline Coene –  Pamela Hamilton: 11-3 / 11-2
- Christine Magnusson –  Linda Cloutier: 11-2 / 1-11 / 12-10
- Sally Podger –  C M Long: 11-5 / 11-2
- Helen Troke –  Lisbet Stuer-Lauridsen: 11-2 / 11-1
- Ami Ghia –  Johanne Falardeau: 11-6 / 11-3
- Hwang Sun-ai –  Gillian Gowers: 11-8 / 11-7
- Mariko Imagawa –  Raith Kumala-Dewi: 11-7 / 11-8
- Wu Jianqiu –  Rikke von Sørensen: 11-6 / 12-9
- Li Lingwei –  Sherry Liu: 11-8 / 11-1
- Denyse Julien –  Michiko Tomita: 11-2 / 11-2
- Kirsten Larsen –  Astrid van der Knaap: 11-2 / 11-2
- Chung So-young –  Karen Beckman: 8-11 / 12-9 / 11-6
- Zheng Yuli –  Sara Sankey: 11-5 / 11-0
- Sumiko Kitada –  Fiona Elliott: 1-11 / 11-5 / 11-2
- Guan Weizhen –  Gillian Clark: 11-0 / 11-2
- Kim Yun-ja –  Maria Bengtsson: 11-4 / 11-0
- Eline Coene –  Christine Magnusson: 11-2 / 11-5
- Helen Troke –  Sally Podger: 11-1 / 8-11 / 11-8
- Hwang Sun-ai –  Ami Ghia: 9-11 / 11-3 / 11-1
- Wu Jianqiu –  Mariko Imagawa: 11-5 / 11-2
- Jane Webster –  Claire Backhouse: 9-12 / 12-9 / 11-8
- Qian Ping –  Yoshiko Yonekura: 11-3 / 11-0
- Hwang Hye-young –  Lin Hui-hsu: 11-3 / 12-10
- Han Aiping –  Dorte Kjær: 11-5 / 11-7

### Sektion 1
|  | 1. Runde | 1. Runde             | 1. Runde | 1. Runde | 1. Runde |  |  | Achtelfinale | Achtelfinale   | Achtelfinale | Achtelfinale | Achtelfinale |  |  | Viertelfinale  | Viertelfinale | Viertelfinale | Viertelfinale | Viertelfinale |  |  | Halbfinale | Halbfinale | Halbfinale | Halbfinale | Halbfinale |
|  |          |                      |          |          |          |  |  |              |                |              |              |              |  |  |                |               |               |               |               |  |  |            |            |            |            |            |
|  |          | Li Lingwei           | 11       | 11       |          |  |  |              |                |              |              |              |  |  |                |               |               |               |               |  |  |            |            |            |            |            |
|  |          | Sherry Liu           | 8        | 1        |          |  |  |              | Li Lingwei     | 11           | 11           |              |  |  |                |               |               |               |               |  |  |            |            |            |            |            |
|  |          | Denyse Julien        | 11       | 11       |          |  |  |              | Denyse Julien  | 3            | 7            |              |  |  |                |               |               |               |               |  |  |            |            |            |            |            |
|  |          | Michiko Tomita       | 2        | 2        |          |  |  |              |                |              |              |              |  |  | Li Lingwei     | 11            | 11            |               |               |  |  |            |            |            |            |            |
|  |          | Kirsten Larsen       | 11       | 11       |          |  |  |              |                |              |              |              |  |  | Kirsten Larsen | 3             | 2             |               |               |  |  |            |            |            |            |            |
|  |          | Astrid van der Knaap | 2        | 2        |          |  |  |              | Kirsten Larsen | 11           | 4            | 11           |  |  |                |               |               |               |               |  |  |            |            |            |            |            |
|  |          | Chung So-young       | 8        | 12       | 11       |  |  |              | Chung So-young | 7            | 11           | 5            |  |  |                |               |               |               |               |  |  |            |            |            |            |            |
|  |          | Karen Beckman        | 11       | 9        | 6        |  |  |              |                |              |              |              |  |  | Li Lingwei     | 11            | 11            |               |               |  |  |            |            |            |            |            |
|  |          | Zheng Yuli           | 11       | 11       |          |  |  |              |                |              |              |              |  |  | Zheng Yuli     | 3             | 3             |               |               |  |  |            |            |            |            |            |
|  |          | Sara Halsall         | 5        | 0        |          |  |  |              | Zheng Yuli     | 11           | 11           |              |  |  |                |               |               |               |               |  |  |            |            |            |            |            |
|  |          | Sumiko Kitada        | 1        | 11       | 11       |  |  |              | Sumiko Kitada  | 5            | 6            |              |  |  |                |               |               |               |               |  |  |            |            |            |            |            |
|  |          | Fiona Elliott        | 11       | 5        | 2        |  |  |              |                |              |              |              |  |  | Zheng Yuli     | 11            | 11            |               |               |  |  |            |            |            |            |            |
|  |          | Kim Yun-ja           | 11       | 11       |          |  |  |              |                |              |              |              |  |  | Kim Yun-ja     | 8             | 5             |               |               |  |  |            |            |            |            |            |
|  |          | Maria Bengtsson      | 4        | 0        |          |  |  |              | Kim Yun-ja     | 11           | 11           |              |  |  |                |               |               |               |               |  |  |            |            |            |            |            |
|  |          | Guan Weizhen         | 11       | 11       |          |  |  |              | Guan Weizhen   | 1            | 9            |              |  |  |                |               |               |               |               |  |  |            |            |            |            |            |
|  |          | Gillian Clark        | 0        | 2        |          |  |  |              |                |              |              |              |  |  |                |               |               |               |               |  |  |            |            |            |            |            |

### Sektion 2
|  | 1. Runde | 1. Runde            | 1. Runde | 1. Runde | 1. Runde |  |  | Achtelfinale | Achtelfinale    | Achtelfinale | Achtelfinale | Achtelfinale |  |  | Viertelfinale | Viertelfinale | Viertelfinale | Viertelfinale | Viertelfinale |  |  | Halbfinale | Halbfinale | Halbfinale | Halbfinale | Halbfinale |
|  |          |                     |          |          |          |  |  |              |                 |              |              |              |  |  |               |               |               |               |               |  |  |            |            |            |            |            |
|  |          | Han Aiping          | 11       | 11       |          |  |  |              |                 |              |              |              |  |  |               |               |               |               |               |  |  |            |            |            |            |            |
|  |          | Dorte Kjær          | 5        | 7        |          |  |  |              | Han Aiping      | 11           | 11           |              |  |  |               |               |               |               |               |  |  |            |            |            |            |            |
|  |          | Hwang Hye-young     | 11       | 12       |          |  |  |              | Hwang Hye-young | 5            | 0            |              |  |  |               |               |               |               |               |  |  |            |            |            |            |            |
|  |          | Lin Hui-hsu         | 3        | 10       |          |  |  |              |                 |              |              |              |  |  | Han Aiping    | 11            | 11            |               |               |  |  |            |            |            |            |            |
|  |          | Qian Ping           | 11       | 11       |          |  |  |              |                 |              |              |              |  |  | Qian Ping     | 6             | 4             |               |               |  |  |            |            |            |            |            |
|  |          | Yoshiko Yonekura    | 3        | 0        |          |  |  |              | Qian Ping       | 11           | 11           |              |  |  |               |               |               |               |               |  |  |            |            |            |            |            |
|  |          | Barbara Sutton      | 9        | 12       | 11       |  |  |              | Barbara Sutton  | 0            | 5            |              |  |  |               |               |               |               |               |  |  |            |            |            |            |            |
|  |          | Claire Backhouse    | 12       | 9        | 8        |  |  |              |                 |              |              |              |  |  | Han Aiping    | 11            | 11            |               |               |  |  |            |            |            |            |            |
|  |          | Wu Jianqiu          | 11       | 11       |          |  |  |              |                 |              |              |              |  |  | Wu Jianqiu    | 6             | 5             |               |               |  |  |            |            |            |            |            |
|  |          | Mariko Imagawa      | 5        | 2        |          |  |  |              | Wu Jianqiu      | 11           | 12           |              |  |  |               |               |               |               |               |  |  |            |            |            |            |            |
|  |          | Hwang Sun-ai        | 9        | 11       | 11       |  |  |              | Hwang Sun-ai    | 1            | 11           |              |  |  |               |               |               |               |               |  |  |            |            |            |            |            |
|  |          | Ami Ghia            | 11       | 3        | 1        |  |  |              |                 |              |              |              |  |  | Wu Jianqiu    | 11            | 11            |               |               |  |  |            |            |            |            |            |
|  |          | Helen Troke         | 11       | 8        | 11       |  |  |              |                 |              |              |              |  |  | Helen Troke   | 7             | 6             |               |               |  |  |            |            |            |            |            |
|  |          | Sally Podger        | 1        | 11       | 8        |  |  |              | Helen Troke     | 11           | 11           |              |  |  |               |               |               |               |               |  |  |            |            |            |            |            |
|  |          | Eline Coene         | 11       | 11       |          |  |  |              | Eline Coene     | 3            | 6            |              |  |  |               |               |               |               |               |  |  |            |            |            |            |            |
|  |          | Christine Magnusson | 2        | 5        |          |  |  |              |                 |              |              |              |  |  |               |               |               |               |               |  |  |            |            |            |            |            |

## Herrendoppel

### 1. Runde
- Steen Fladberg /  Jesper Helledie –  Lee Sang-hee /  Lee Taik-ki: 15-12 / 15-6
- Erik Kristensen /  Kim Levin –  Kim Brodersen /  Morten Svarrer: w.o.
- Mike deBelle /  Mike Bitten –  Partho Ganguli /  Vikram Singh: 9-15 / 15-9 / 15-8
- Hiroyuki Hasegawa /  Hiroshi Nishiyama –  Gerry Asquith /  Darren Hall: 18-14 / 15-9
- Hariamanto Kartono /  Rudy Heryanto –  Jesper Knudsen /  Morten Knudsen: 15-3 / 15-3
- Andy Goode /  Nigel Tier –  Jan-Eric Antonsson /  Göran Carlsson: 15-13 / 15-6
- Thomas Künstler /  Guido Schänzler –  Peter Buch /  Thomas Kirkegaard: 15-5 / 15-13
- Park Sung-bae /  Kwak Chan-ho –  Chang Wen-sung /  Gan Rong-yih: 9-15 / 15-8 / 15-11
- Lars Noeies /  Thomas Sattrup –  Chris Rees /  Lyndon Williams: 15-7 / 15-9
- Lee Deuk-choon /  Sung Han-kuk –  Miles Johnson /  Andy Salvidge: 15-8 / 15-1
- Torben Carlsen /  Nils Skeby –  Chris Dobson /  Dipak Tailor: 15-12 / 15-12
- Stefan Karlsson /  Thomas Kihlström –  Martyn Armstrong /  Michael Parker: 15-5 / 15-5
- Jalani Sidek /  Razif Sidek –  Richard Outterside /  Andy Wood: 15-4 / 15-10
- Uday Pawar /  Pradeep Gandhe –  Bob MacDougall /  Ken Poole: 10-15 / 15-10 / 15-7
- Ding Qiqing /  Zhang Xinguang –  Yim Chong Lim /  Matthew A. Smith: 15-8 / 15-4
- Mark Christiansen /  Michael Kjeldsen –  Mark Elliott /  Gary Scott: 15-3 / 6-15 / 15-12

### 2. Runde
- Kim Moon-soo /  Park Joo-bong –  Leroy D’sa /  Sanat Misra: 15-5 / 15-5
- Billy Gilliland /  Dan Travers –  Mike Tredgett /  Nick Yates: 15-5 / 15-9
- Li Yongbo /  Tian Bingyi –  Bobby Ertanto /  Hafid Yusuf: 15-6 / 15-5
- Jan Hammergaard Hansen /  Claus Thomsen –  Joe Ford /  Glen Milton: 15-7 / 15-10
- Steen Fladberg /  Jesper Helledie –  Erik Kristensen /  Kim Levin: 15-3 / 15-4
- Hiroyuki Hasegawa /  Hiroshi Nishiyama –  Mike deBelle /  Mike Bitten: 15-10 / 17-14
- Hariamanto Kartono /  Rudy Heryanto –  Andy Goode /  Nigel Tier: 14-17 / 15-3 / 15-2
- Park Sung-bae /  Kwak Chan-ho –  Thomas Künstler /  Guido Schänzler: 15-9 / 15-6
- Lee Deuk-choon /  Sung Han-kuk –  Lars Noeies /  Thomas Sattrup: 15-9 / 15-1
- Stefan Karlsson /  Thomas Kihlström –  Torben Carlsen /  Nils Skeby: 15-12 / 15-6
- Jalani Sidek /  Razif Sidek –  Uday Pawar /  Pradeep Gandhe: 15-6 / 15-6
- Mark Christiansen /  Michael Kjeldsen –  Ding Qiqing /  Zhang Xinguang: 15-7 / 15-8
- Henrik Svarrer /  Jacob Thygesen –  Poul-Erik Høyer Larsen /  Henrik Jessen: 15-6 / 17-18 / 15-10
- Steve Baddeley /  Martin Dew –  Kenneth Larsen /  Ib Frederiksen: 15-1 / 15-6
- Duncan Bridge /  Ray Rofe –  Tetsuaki Inoue /  Shokichi Miyamori: 12-15 / 18-17 / 15-12
- Christian Hadinata /  Hadibowo –  Iain Pringle /  Alex White: 8-15 / 15-3 / 15-11

### Achtelfinale
- Kim Moon-soo /  Park Joo-bong –  Billy Gilliland /  Dan Travers: 15-10 / 15-11
- Li Yongbo /  Tian Bingyi –  Jan Hammergaard Hansen /  Claus Thomsen: 15-12 / 15-4
- Steen Fladberg /  Jesper Helledie –  Hiroyuki Hasegawa /  Hiroshi Nishiyama: 15-8 / 15-7
- Hariamanto Kartono /  Rudy Heryanto –  Park Sung-bae /  Kwak Chan-ho: 15-8 / 15-4
- Stefan Karlsson /  Thomas Kihlström –  Lee Deuk-choon /  Sung Han-kuk: 14-18 / 15-11 / 15-12
- Mark Christiansen /  Michael Kjeldsen –  Jalani Sidek /  Razif Sidek: 15-6 / 15-12
- Steve Baddeley /  Martin Dew –  Henrik Svarrer /  Jacob Thygesen: 15-3 / 15-8
- Christian Hadinata /  Hadibowo –  Duncan Bridge /  Ray Rofe: 15-8 / 15-7

### Viertelfinale
- Kim Moon-soo /  Park Joo-bong –  Li Yongbo /  Tian Bingyi: 15-12 / 4-15 / 15-9
- Hariamanto Kartono /  Rudy Heryanto –  Steen Fladberg /  Jesper Helledie: 15-12 / 15-14
- Mark Christiansen /  Michael Kjeldsen –  Stefan Karlsson /  Thomas Kihlström: 18-16 / 15-5
- Steve Baddeley /  Martin Dew –  Christian Hadinata /  Hadibowo: 15-4 / 12-15 / 15-9

### Halbfinale und Finale
|  | Halbfinale | Halbfinale                         | Halbfinale | Halbfinale | Halbfinale |  |  | Finale | Finale                             | Finale | Finale | Finale |
|  |            |                                    |            |            |            |  |  |        |                                    |        |        |        |
|  |            |                                    |            |            |            |  |  |        |                                    |        |        |        |
|  |            | Kim Moon-soo Park Joo-bong         | 15         | 15         |            |  |  |        |                                    |        |        |        |
|  |            | Hariamanto Kartono Rudy Heryanto   | 9          | 3          |            |  |  |        |                                    |        |        |        |
|  |            |                                    |            |            |            |  |  |        | Kim Moon-soo Park Joo-bong         | 7      | 15     | 15     |
|  |            |                                    |            |            |            |  |  |        | Mark Christiansen Michael Kjeldsen | 15     | 10     | 9      |
|  |            | Mark Christiansen Michael Kjeldsen | 15         | 18         | 18         |  |  |        |                                    |        |        |        |
|  |            | Steve Baddeley Martin Dew          | 18         | 14         | 13         |  |  |        |                                    |        |        |        |
|  |            |                                    |            |            |            |  |  |        |                                    |        |        |        |

## Damendoppel

### 1. Runde
- Lin Ying /  Wu Dixi –  Ameeta Kulkarni /  M. Singh: 15-3 / 15-1
- Dorte Kjær /  Nettie Nielsen –  June Shipman /  Mariko Imagawa: 15-14 / 15-3
- Gillian Gilks /  Nora Perry –  Maria Bengtsson /  Christine Magnusson: 15-11 / 10-15 / 15-8
- Heidi Bender /  Kirsten Schmieder –  Jennifer Allen /  Pamela Hamilton: 6-15 / 15-10 / 15-7
- Guan Weizhen /  Wu Jianqiu –  Sumiko Kitada /  Michiko Tomita: 15-8 / 17-14
- Fiona Elliott /  Sally Podger –  Johanne Falardeau /  Claire Backhouse: 15-6 / 12-15 / 15-8
- Imelda Wiguna /  Rosiana Tendean –  Gillian Gowers /  Jane Webster: 15-12 / 15-12
- Chung So-young /  Hwang Hye-young –  Hanne Adsbøl /  Gitte Paulsen: 15-10 / 15-7
- Verawaty Fajrin /  Ivanna Lie –  Janni Pedersen /  Lisbet Stuer-Lauridsen: 15-7 / 15-7
- Gillian Clark /  Helen Troke –  Cho Young-suk /  Chung Myung-hee: 15-11 / 15-9
- Betty Blair /  Wendy Poulton –  Marian Christiansen /  Lise Kissmeyer: 15-8 / 15-4
- Li Lingwei /  Han Aiping –  Eline Coene /  Astrid van der Knaap: 15-6 / 15-9
- Sara Sankey /  Debbie Hore –  Lin Hui-hsu /  Sherry Liu: 15-5 / 15-9
- Yoshiko Yonekura /  Atsuko Tokuda –  Grete Mogensen /  Liselotte Gøttsche: 15-4 / 12-15 / 15-10
- Linda Cloutier /  Denyse Julien –  Karen Beckman /  Barbara Sutton: 15-6 / 15-9
- Kim Yun-ja /  Yoo Sang-hee –  Charlotte Hattens /  Rikke von Sørensen: 15-2 / 15-7

### Achtelfinale
- Lin Ying /  Wu Dixi –  Dorte Kjær /  Nettie Nielsen: 15-7 / 15-5
- Gillian Gilks /  Nora Perry –  Heidi Bender /  Kirsten Schmieder: 15-2 / 15-10
- Guan Weizhen /  Wu Jianqiu –  Fiona Elliott /  Sally Podger: 15-9 / 15-6
- Imelda Wiguna /  Rosiana Tendean –  Chung So-young /  Hwang Hye-young: 15-4 / 15-10
- Verawaty Fajrin /  Ivanna Lie –  Gillian Clark /  Helen Troke: 13-18 / 15-9 / 15-11
- Li Lingwei /  Han Aiping –  Betty Blair /  Wendy Poulton: 15-5 / 15-3
- Yoshiko Yonekura /  Atsuko Tokuda –  Sara Sankey /  Debbie Hore: 15-6 / 15-3
- Kim Yun-ja /  Yoo Sang-hee –  Linda Cloutier /  Denyse Julien: 15-11 / 15-12

### Viertelfinale
- Lin Ying /  Wu Dixi –  Gillian Gilks /  Nora Perry: 15-5 / 17-18 / 15-13
- Guan Weizhen /  Wu Jianqiu –  Imelda Wiguna /  Rosiana Tendean: 15-5 / 9-15 / 15-4
- Li Lingwei /  Han Aiping –  Verawaty Fajrin /  Ivanna Lie: 15-10 / 15-9
- Kim Yun-ja /  Yoo Sang-hee –  Yoshiko Yonekura /  Atsuko Tokuda: 15-8 / 15-0

### Halbfinale und Finale
|  | Halbfinale | Halbfinale              | Halbfinale | Halbfinale | Halbfinale |  |  | Finale | Finale                | Finale | Finale | Finale |
|  |            |                         |            |            |            |  |  |        |                       |        |        |        |
|  |            |                         |            |            |            |  |  |        |                       |        |        |        |
|  |            | Lin Ying Wu Dixi        | wo         | wo         |            |  |  |        |                       |        |        |        |
|  |            | Guan Weizhen Wu Jianqiu |            |            |            |  |  |        |                       |        |        |        |
|  |            |                         |            |            |            |  |  |        | Lin Ying Wu Dixi      | 7      | 12     |        |
|  |            |                         |            |            |            |  |  |        | Li Lingwei Han Aiping | 15     | 15     |        |
|  |            | Li Lingwei Han Aiping   | 15         | 15         |            |  |  |        |                       |        |        |        |
|  |            | Kim Yun-ja Yoo Sang-hee | 5          | 9          |            |  |  |        |                       |        |        |        |
|  |            |                         |            |            |            |  |  |        |                       |        |        |        |

## Mixed

### 1. Runde
- Steen Fladberg /  Gitte Paulsen –  Kim Brodersen /  Annette Bernth: 15-8 / 15-4
- David Spurling /  Alison Fisher –  Claus Thomsen /  Charlotte Bornemann: 17-14 / 15-11
- Dipak Tailor /  Karen Beckman –  Hariamanto Kartono /  Verawaty Fajrin: 9-15 / 18-16 / 15-5
- Thomas Sattrup /  Lise Kissmeyer –  Alex White /  Aileen Travers: 6-15 / 15-10 / 17-14
- Thomas Kihlström /  Gillian Clark –  Yim Chong Lim /  Sandra Skillings: 15-5 / 15-11
- Kenneth Larsen /  Janni Pedersen –  Gary Scott /  Barbara Sutton: 15-7 / 15-8
- Jesper Knudsen /  Lonny Bostofte –  Mike Butler /  Claire Backhouse: 15-12 / 15-12
- Peter Buch /  Helle Buch –  Michael Adams /  Caroline Gay: 15-9 / 15-11
- Stuart Spurling /  June Shipman –  Mervin Gibbs /  Lisa Campbell: 15-8 / 5-15 / 15-5
- Philip Sutton /  Jane Webster –  Kinji Zeniya /  Michiko Tomita: 15-12 / 15-11
- Chris Dobson /  Wendy Poulton –  Lars Noeies /  Lene Højbjerg: 15-5 / 15-8
- Jesper Helledie /  Dorte Kjær –  Ralf Rausch /  Heidi Bender: 15-4 / 15-3
- Jan Hammergaard Hansen /  Liselotte Gøttsche –  Bobby Ertanto /  Rosiana Tendean: 15-13 / 15-10
- Stefan Karlsson /  Maria Bengtsson –  Bob MacDougall /  Denyse Julien: 15-7 / 15-11
- Xiong Guobao /  Qian Ping –  Lyndon Williams /  Sarah Williams: 15-3 / 15-6
- Nigel Tier /  Gillian Gowers –  Peter Emptage /  Cheryl Johnson: 10-15 / 15-9 / 15-11

### 2. Runde
- Martin Dew /  Gillian Gilks –  Nils Skeby /  Grete Mogensen: 15-10 / 15-2
- Thomas Künstler /  Mechtild Hagemann –  Iain Pringle /  Elinor Middlemiss: 15-11 / 15-6
- Zhang Xinguang /  Lin Ying –  Lee Deuk-choon /  Chung Myung-hee: 8-15 / 15-3 / 15-8
- Jan-Eric Antonsson /  Christine Magnusson –  John Cocker /  Sara Sankey: 15-3 / 15-11
- Steen Fladberg /  Gitte Paulsen –  David Spurling /  Alison Fisher: 15-7 / 15-7
- Dipak Tailor /  Karen Beckman –  Thomas Sattrup /  Lise Kissmeyer: 15-7 / 15-7
- Thomas Kihlström /  Gillian Clark –  Kenneth Larsen /  Janni Pedersen: 15-11 / 15-3
- Peter Buch /  Helle Buch –  Jesper Knudsen /  Lonny Bostofte: 15-12 / 15-7
- Philip Sutton /  Jane Webster –  Stuart Spurling /  June Shipman: 15-8 / 15-6
- Jesper Helledie /  Dorte Kjær –  Chris Dobson /  Wendy Poulton: 17-15 / 15-3
- Stefan Karlsson /  Maria Bengtsson –  Jan Hammergaard Hansen /  Liselotte Gøttsche: 5-15 / 15-5 / 15-7
- Nigel Tier /  Gillian Gowers –  Xiong Guobao /  Qian Ping: 15-11 / 15-9
- Mark Elliott /  Fiona Elliott –  Dan Travers /  Pamela Hamilton: 15-6 / 15-4
- Park Joo-bong /  Yoo Sang-hee –  Mark Christiansen /  Hanne Adsbøl: 15-7 / 15-6
- Hafid Yusuf /  Imelda Wiguna –  Jamie Marks /  Linda Cloutier: 15-11 / 15-10
- Billy Gilliland /  Nora Perry –  Richard Outterside /  Jill Benson: 15-7 / 15-10

### Achtelfinale
- Martin Dew /  Gillian Gilks –  Thomas Künstler /  Mechtild Hagemann: 15-6 / 15-6
- Zhang Xinguang /  Lin Ying –  Jan-Eric Antonsson /  Christine Magnusson: 15-10 / 15-2
- Steen Fladberg /  Gitte Paulsen –  Dipak Tailor /  Karen Beckman: 15-6 / 15-12
- Thomas Kihlström /  Gillian Clark –  Peter Buch /  Helle Buch: 15-12 / 18-13
- Jesper Helledie /  Dorte Kjær –  Philip Sutton /  Jane Webster: 12-15 / 15-10 / 15-9
- Nigel Tier /  Gillian Gowers –  Stefan Karlsson /  Maria Bengtsson: 15-7 / 15-11
- Park Joo-bong /  Yoo Sang-hee –  Mark Elliott /  Fiona Elliott: 15-3 / 15-8
- Billy Gilliland /  Nora Perry –  Hafid Yusuf /  Imelda Wiguna: 15-2 / 15-4

### Viertelfinale
- Martin Dew /  Gillian Gilks –  Zhang Xinguang /  Lin Ying: 15-2 / 15-7
- Thomas Kihlström /  Gillian Clark –  Steen Fladberg /  Gitte Paulsen: w.o.
- Nigel Tier /  Gillian Gowers –  Jesper Helledie /  Dorte Kjær: 11-15 / 15-3 / 15-5
- Billy Gilliland /  Nora Perry –  Park Joo-bong /  Yoo Sang-hee: 15-7 / 15-9

### Halbfinale und Finale
|  | Halbfinale | Halbfinale                     | Halbfinale | Halbfinale | Halbfinale |  |  | Finale | Finale                         | Finale | Finale | Finale |
|  |            |                                |            |            |            |  |  |        |                                |        |        |        |
|  |            |                                |            |            |            |  |  |        |                                |        |        |        |
|  |            | Martin Dew Gillian Gilks       | 15         | 14         | 10         |  |  |        |                                |        |        |        |
|  |            | Thomas Kihlström Gillian Clark | 3          | 17         | 15         |  |  |        |                                |        |        |        |
|  |            |                                |            |            |            |  |  |        | Thomas Kihlström Gillian Clark | 10     | 12     |        |
|  |            |                                |            |            |            |  |  |        | Billy Gilliland Nora Perry     | 15     | 15     |        |
|  |            | Nigel Tier Gillian Gowers      | 4          | 17         | 14         |  |  |        |                                |        |        |        |
|  |            | Billy Gilliland Nora Perry     | 15         | 16         | 17         |  |  |        |                                |        |        |        |
|  |            |                                |            |            |            |  |  |        |                                |        |        |        |